# Terra Mãe
Terra Mãe é uma telenovela portuguesa exibida na RTP1, escrita por Rui Vilhena em 1998.. Foi exibida no horário nobre da RTP, sucedendo a telenovela A Grande Aposta.

## Sinopse
Em Lisboa, como na vida. Os dias são feitos de humor, mistério e paixões.
Terra Mãe é a metáfora de uma cidade que mandou os seus filhos em aventura pelo mundo e agora recebe os "netos" em sua casa. Esta metáfora é simbolizada pela actriz que acolhe e protege em sua casa três imigrantes de expressão portuguesa, um dos quais carrega consigo um grande segredo. O relacionamento destas quatro personagens representa a cooperação de Portugal com os outros povos que falam português. Esta telenovela conta a história de Milú Mendes (Manuela Maria), uma divertida actriz de Teatro reformada, que aluga quartos em sua casa, iniciativa que não é vista com bons olhos pela sua neta rabugenta, zelosa e de humor inconstante Carla (Anabela Teixeira). Neste espaço vão conviver três jovens de diferentes nacionalidades: Hugo (Miguel Hurst) é um jornalista Moçambicano desiludido com a falta de perspectivas no seu país, Kim (Sandra Cóias) vem de Macau preocupada com a incerteza económica e política da sua terra após a retomada chinesa, estuda estilismo em Portugal, e por fim, Felipe (Cláudio Lins), um brasileiro licenciado em comunicação, filho de imigrantes portugueses que traz um enorme segredo consigo na mala.
Ao chegar a Lisboa e em circunstâncias aparatosas, Felipe conhece Ana (Lúcia Moniz), uma jovem simpática, sensata e de boas famílias, e os dois sentem uma forte atracção. Porém as possibilidades de iniciarem uma relação estão comprometidas, pois Ana mantém um namoro de anos e casamento iminente com Henrique (Carlos Sampaio) e terá ainda de enfrentar os preconceitos da sua avó, Maria do Carmo (Glória de Matos), mulher conservadora, preconceituosa e capaz de tudo para defender os interesses familiares e do irmão mais novo, o mimado Gonçalo (Gonçalo Waddington), que nunca viu com bons olhos a presença de estrangeiros em Portugal. Maria do Carmo é irmã de Milú, sendo que as duas mantêm desde sempre uma relação tensa e distante devido ao contraste de feitios: Milú é alegre, humilde e moderna, ao passo que a irmã é fria e arrogante. Também Diogo (Pedro Lima), neto mais velho de Maria do Carmo, viu mal terminado o seu caso amoroso de adolescente com Carla, como consequência das pressões da avó, que nunca aceitou o relação dos dois e continua a fazer de tudo para a impedir de reacender.
Em Lisboa, Felipe reecontra também a sua amiga e ex-namorada, Fernanda (Anna Ludmilla), uma brasileira expedita que partilha uma pequeno piso com os dois amigos, Luís (Eurico Lopes) e Marcelo (Gabriel Leite), um homossexual assumido e cheio de boa-disposição. O grupo de jovens boémios convive ainda com Patrícia (Vera Alves), rapariga deslumbrada que não desiste de fisgar um homem rico que lhe garanta um bom nível de vida, acabando assim sempre por se envolver em situações embaraçosas e não menos cómicas.
A coquete, porém engraçada, Isabel (Lídia Franco) vive há anos um casamento de fachada com Zé Maria (Marques D'Arede). A família gere uma cadeia de botiques, as lojas Vincenzo, propriedade do pai de Isabel, o simpático velhote Augusto (Armando Cortez). O que ela não não sabe é que o seu marido mantém uma outra família em segredo, constituída pela modesta Fátima (Teresa Madruga), sua segunda companheira, e pela filha, a jovem e ingénua Helena (Patrícia Tavares), que desconhece que o pai é, na verdade, aquele a quem sempre tratou por padrinho.
A acção passa-se hoje. Não num hoje hipotético, mas no dia em que estamos, em que as personagens vivem o que pode ter acontecido ao espectador. Decorre em Lisboa, juntando numa só a novíssima cidade - de que são exemplos a Expo (espaço de integração de culturas, de reunião de diferentes formas de ver o mundo) e o Colombo - e a tradicional: Vila Berta, castelo, jardim das Amoreiras. Terra Mãe vive entre o mundo dos hipermercados e das pequenas mercearias e drogarias de bairro, o dinamismo da noite, a atracção do rio, a calma dos espaços antigos, a agitação de uma agência de publicidade. Havendo empolgantes idas à Serra da Estrela, relaxantes passeios a Óbidos e muito mais, com estas viagens a serem carregadas de emoção e suspense.
Em paralelo a este retrato humorista da vida quotidiana, assistimos a uma emocionante história policial, que envolve a perseguição levada a cabo pelos mafiosos Álvaro (Paulo Pires) e Tito (João Lagarto) a um chip informático e à chave "Laika", que se encontra na posse de Felipe. No culminar da intriga, tem-se ainda o assassinato de Marina (Sandra B.), publicitária na agência Zenith. Sempre com a Expo por pano de fundo, só no final desta história será revelada a identidade do assassino.

## Elenco

### Elenco principal
- Alexandre Melo - Paulo de Castro
- Anabela Teixeira - Carla Mendes
- Anna Ludmilla - Fernanda
- Antonino Solmer[16] - Mário de Sousa
- Armando Cortez[1] (†) - Augusto dos Santos
- Carla Lupi[17][18] - Cristina Alves
- Carlos Sampaio[1] - Henrique
- Cláudio Lins[1][19][20][21][22][23][24][25] - Filipe Romão
- Diogo Morgado[26][27][28][29][30] - Miguel
- Eurico Lopes - Luís Miranda
- Gabriel Leite - Marcelo Coelho
- Glória de Matos[1] - Maria do Carmo Mendes
- Gonçalo Waddington - Gonçalo de Castro
- João Lagarto - Tito
- Joaquim Guerreiro - Jorge
- Joel Branco - Tomás Marques
- Lídia Franco[1][31] - Isabel Carvalho
- Lúcia Moniz[32][33][34][35] - Ana de Castro
- Manuela Maria[1] - Milú (Maria de Lurdes) Mendes
- Márcio Ferreira - Ricardo Carvalho
- Marques D'Arede[36] - José Maria Carvalho
- Margarida Cardeal[37] - Olívia
- Maria Emília Correia - Beatriz de Castro
- Miguel Hurst - Hugo Ferreira
- Patrícia Bull[38][39][40][41] - Inês Sousa
- Patrícia Tavares[1][42] - Helena Silva (Carvalho)
- Paula Pedregal - Aparecida
- Paulo Pires - Álvaro Cunha
- Pedro Lima[1] - Diogo de Castro
- Sandra B. - Marina Neto
- Sandra Cóias - Kim
- Teresa Madruga - Fátima Silva
- Vera Alves - Patrícia
- Yolanda Noivo - Joana Sousa

### Participações especiais
- Carlos Santos (†) - Joaquim Neto (Pai de Marina)
- Carmen Santos - Manuela (filha impostora de Maria do Carmo)
- Licínio França - Inspector Portas
- Luís Vicente - Gustavo Vilela
- Manuel Castro e Silva - Parceiro de Manuela (Raimundo)
- Manuel Cavaco - Augusto Chaves (Inspector da Judiciária encarregue do acidente de Joana e do assassinato de Marina)
- Octávio de Matos (†) - Recepcionista da pensão que alojou Filipe nos seus 1ºs dias em Portugal
- Paulo Ferreira - António Mendonça

### Participações especiais (não creditadas)
- António Pedro Cerdeira - Ele próprio
- Fernanda Serrano[43] - Ela própria